# Fosse lacrymale
Les deux fosses lacrymales (ou fossettes lacrymales) sont des dépressions peu profondes, lisses et concaves qui contiennent les glandes lacrymales : elles sont situées sur la face orbitale des deux lames de la partie orbitale de l'os frontal à la base des processus zygomatiques.